# Eldin Adilović
Eldin Adilović (Zenica, 8 febbraio 1986) è un ex calciatore bosniaco, di ruolo attaccante.

## Caratteristiche tecniche
È un centravanti, ma talvolta viene schierato a centrocampo.

## Palmarès

### Club
- Campionato bosniaco: 1

Željezničar: 2011-2012
- Coppa di Bosnia: 1

Željezničar: 2011-2012

### Individuale
- Capocannoniere Premijer Liga: 1

2011-2012 (19 reti)